# Блайт Спартанс
ФКА «Блайт Спартанс» (англ. Blyth Spartans Association Football Club) — англійський футбольний клуб із міста Блайт, заснований у 1889 році. Виступає у Національній лізі Півночі. Домашні матчі приймає на стадіоні «Крофт Парк», потужністю 4 435 глядачів.